# 邢譲
邢 譲（けい じょう、宣徳2年（1427年）- 成化7年8月18日（1471年9月2日））は、明代の学者・官僚。字は遜之。本貫は平陽府襄陵県。

## 生涯
邢茂政と郭氏のあいだの子として生まれた。正統9年（1444年）、郷挙により国子監に入った。李時勉に器量を認められ、劉珝と名声を等しくした。正統13年（1448年）、進士に及第し、翰林院庶吉士に任じられた。正統14年（1449年）、翰林院検討に進んだ。
景泰元年（1450年）、李実がオイラトから帰国すると、英宗を迎えるために再び使者を派遣するよう請願した。景泰帝は許可しなかった。邢譲は「上皇を迎えないのであれば、オイラトに対する問罪の師を起こすべきである」と上疏した。天順末年、父が死去したため、邢譲は辞職して帰郷し、喪に服した。服喪期間が終わらないうちに、邢譲は『英宗実録』の編纂事業に起用され、翰林院修撰に進んだ。
成化2年（1466年）、邢譲は国子祭酒に転じた。成化4年（1468年）、慈懿太后が崩御し、廟礼について議論されると、邢譲は属僚を率いて成化帝を諫めた。両京の国学の教官は、官僚への選抜を受けられないのが通例であったが、邢譲らが言上して、科目によって官僚の成績評価を得られるようにした。邢譲は師道をもって自任し、『辟雍通志』を編纂し、諸生を率いて『小学』や経書を暗唱させた。
成化5年（1469年）、邢譲は礼部左侍郎に抜擢された。成化7年（1471年）3月、国子監で飲食銭をめぐる事件があり、邢譲は国子祭酒陳鑑・国子司業張業・典籍王允らとともに罪に問われて死罪となった。一命を贖って民とされ、帰郷した。この年の8月18日に死去した。享年は45。著書に『国子監志』22巻があった。